# Hawker Typhoon
Ne doit pas être confondu avec Eurofighter Typhoon.
Le Hawker Typhoon était un avion d'attaque au sol britannique monoplace produit par la société Hawker Aircraft à partir de 1941. Destiné à remplacer le Hawker Hurricane dans son rôle d'intercepteur, il souffrit de problèmes de performances au début de son développement, mais une fois amélioré, il devint l'un des meilleurs chasseurs-bombardiers de la Seconde Guerre mondiale.

## Conception

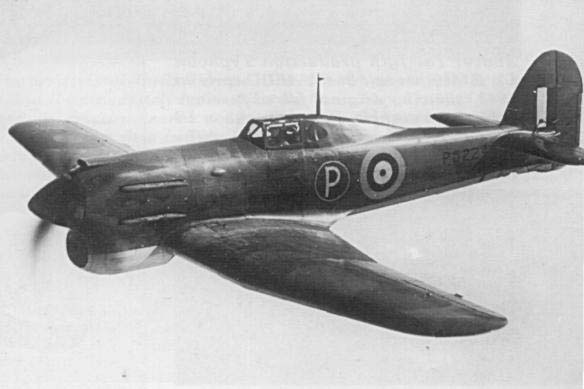
Prototype Hawker Tornado (avec moteur Rolls-Royce Vulture)

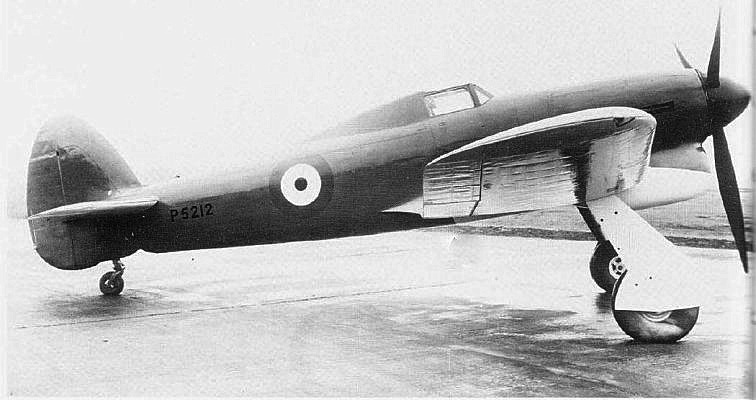
Prototype Hawker Typhoon P5212 avant son premier vol le 24 février 1940

En janvier 1937, le Ministère de l'Air émet une spécification (F.18/37) afin de développer un nouveau chasseur capable de remplacer le Spitfire et le Hurricane. L'appareil doit posséder une grande marge de vitesse sur les bombardiers (supérieure à 660 km/h) ainsi qu'un armement composé d'au moins 12 mitrailleuses Browning de 7,69. La conception initiale du Typhoon prévoyait l'utilisation d'un moteur de 2 000 chevaux en cours de développement, soit un moteur deux fois plus puissant que celui du Hurricane, ainsi que l'abandon de la structure traditionnelle en bois et toile afin d'opter pour une structure intégralement métallique.
Deux variantes du concept exploitent des moteurs différents. La première variante, nommée Tornado, possède un moteur 24 cylindres en X Rolls-Royce Vulture et la seconde, nommée Typhoon, possède un moteur 24 cylindres en H Napier Sabre. Le prototype du Tornado vole en 1939 et le premier et seul appareil produit sous ce nom vole au mois d'août 1941. Les problèmes constants de son moteur entraînent son abandon.
Le prototype du Typhoon vole le 24 février 1940 mais, à cause de la bataille d'Angleterre et des problèmes moteurs, son développement est ralenti. Les premiers avions sortis d'usine ne commencent à voler que le 27 mai 1941. Les problèmes persistants fin 1942 et ses performances lamentables au-dessus de 3 000 mètres décidèrent les Britanniques à l'utiliser principalement pour l'attaque au sol et le soutien tactique. En effet, à basse altitude, le Typhoon était capable de surpasser tous les chasseurs allemands de l'époque. La Royal Air Force (RAF) reçut 3 330 exemplaires durant la guerre. Quoique l'avion ait été mis au point par Hawker, la construction fut entièrement assurée par Gloster Aircraft Ltd. qui disposait de capacités de production disponibles alors qu'Hawker se concentrait sur le Hurricane:
- 1er contrat Hawker 21392/41, série R : 15 modèles IA et IB avec moteur Napier I et 12 mitrailleuses Brownings et un prototype LA594 avec moteur Centaurus II (non achevé).
- 2ème contrat Hawker mais sous-traité à Gloster, série R: 250 modèles IA et IB avec moteur Napier I et IIA la plupart avec 4 canons Hispano.
- 3ème contrat Hawker mais sous-traité à Gloster, série R: 250 modèles IB avec moteur Napier IIA avec 4 canons Hispano.
- 1er contrat Gloster, séries DN, EJ et EK : 700 modèles IB avec moteur Napier IIA, première livraisons 20 septembre 1942.
- 2ème contrat Gloster, séries JP et JR : 698 modèles IB avec moteur Napier IIA et modification des cockpits avec des verrières bulle, première livraisons 5 avril 1943.
- 3ème contrat Gloster, séries MM, MN et MP: 900 modèles IB avec moteur Napier IIB, la plupart à verrière bulle et quelques hélices à 4 pales, première livraisons 8 décembre 1943.
- 4ème contrat Gloster, série RB : 255 modèles IB avec moteur Napier IIB et C à hélices à 4 pales Rotol, à verrière bulle, première livraisons 6 mars 1944.
- 5ème contrat Gloster, série SW : 300 modèles IB avec moteur Napier IIC, hélice à 4 pales et verrière coulissante type "bulle" étant livrés du 5 janvier au 13 novembre 1945[2].

En septembre 1941, un nouveau projet prévoit le remplacement de l'aile lourde du Typhoon par un aile plus fine et légère, ainsi qu'un fuselage allongé pour contenir un réservoir interne supplémentaire. Ce modèle sera baptisé Hawker Tempest.
Outre la RAF (Escadrons n°1, 3, 33, 56, 137, 164, 168, 181, 182, 183, 184, 189, 193, 195, 197, 245, 247, 257, 263, 266), les escadrilles canadiennes (438, 439 et 440), n°609 australienne et n°486 néo-zélandaise engagées sur le front européen reçurent des Typhoon.

## Engagements
La première opération majeure dans laquelle le Typhoon s'engage se déroule à Dieppe, durant l'Opération Jubilee. Cependant, l'un des avions disparut sous le coup de tirs provenant d'une escadrille de Spitfire. Pour cette raison, on appose une série de marques particulières jaunes ainsi qu'une marque blanche sous le nez de l'avion. Les nombreux problèmes moteurs ainsi que les défaillances structurelles font diverger l'opinion sur l'usage initialement prévu de l'appareil.
Fin septembre 1942, le Fighter Command tranche et délimite le champ d'action du Typhoon aux opérations à basse altitude. Des escadrilles sont déployées afin de cibler particulièrement le chasseur-bombardier FW-190 Jabo. Ces opérations d'interception, aussi appelées rhubarb, s'étendent jusqu'en octobre 1943.
Bien qu'initialement conçu pour intercepter les avions volant à basse altitude, le Typhoon se spécialisera dans d'autres actions, telle que la destruction de colonnes blindées, de navires ennemis grâce à ses roquettes (dont les RP-3), notamment après le débarquement de Normandie du 6 juin 1944, et ce jusqu'au 3 mai 1945 (tragédie de la baie de Lübeck).
Ce fut l'avion utilisé par Jean de Selys Longchamps pour mitrailler le siège de la Gestapo à Bruxelles le 20 janvier 1943.

## Variantes
- Tornado (prototype)
- Typhoon NF-I-B (prototype)
- Typhoon FR-I-B (appareil de reconnaissance)
- Typhoon I-A chasseur-bombardier 105 exemplaires
- Typhoon I-B améliorations (remplacement des mitrailleuses par canons de 20 mm) 3 200 exemplaires

## Autres caractéristiques
La grande puissance de son moteur créait un couple important lors du roulage et de l'accélération pendant le décollage. De nombreux avions furent accidentés lorsque le pilote ne réussissait pas à redresser la trajectoire de l'avion. Cette caractéristique posait également de sérieux problèmes en cas de remise des gaz lors d'un atterrissage avorté. De plus, l'énorme radiateur placé sous le moteur rendait extrêmement dangereux les atterrissages et plus encore les amerrissages sur le ventre (risque important de retournement de l'appareil). La consigne pour les pilotes en difficulté était de sauter en parachute sans essayer de se poser.
Entré trop tôt en service, le Typhoon acquit une mauvaise réputation auprès de ses pilotes car il n'était pas encore tout à fait au point. Au début de son histoire, aucune mission menée par des Typhoon ne s'achevait sans accident, la perte de la queue de l'avion était le plus fréquent.

## Avions survivants

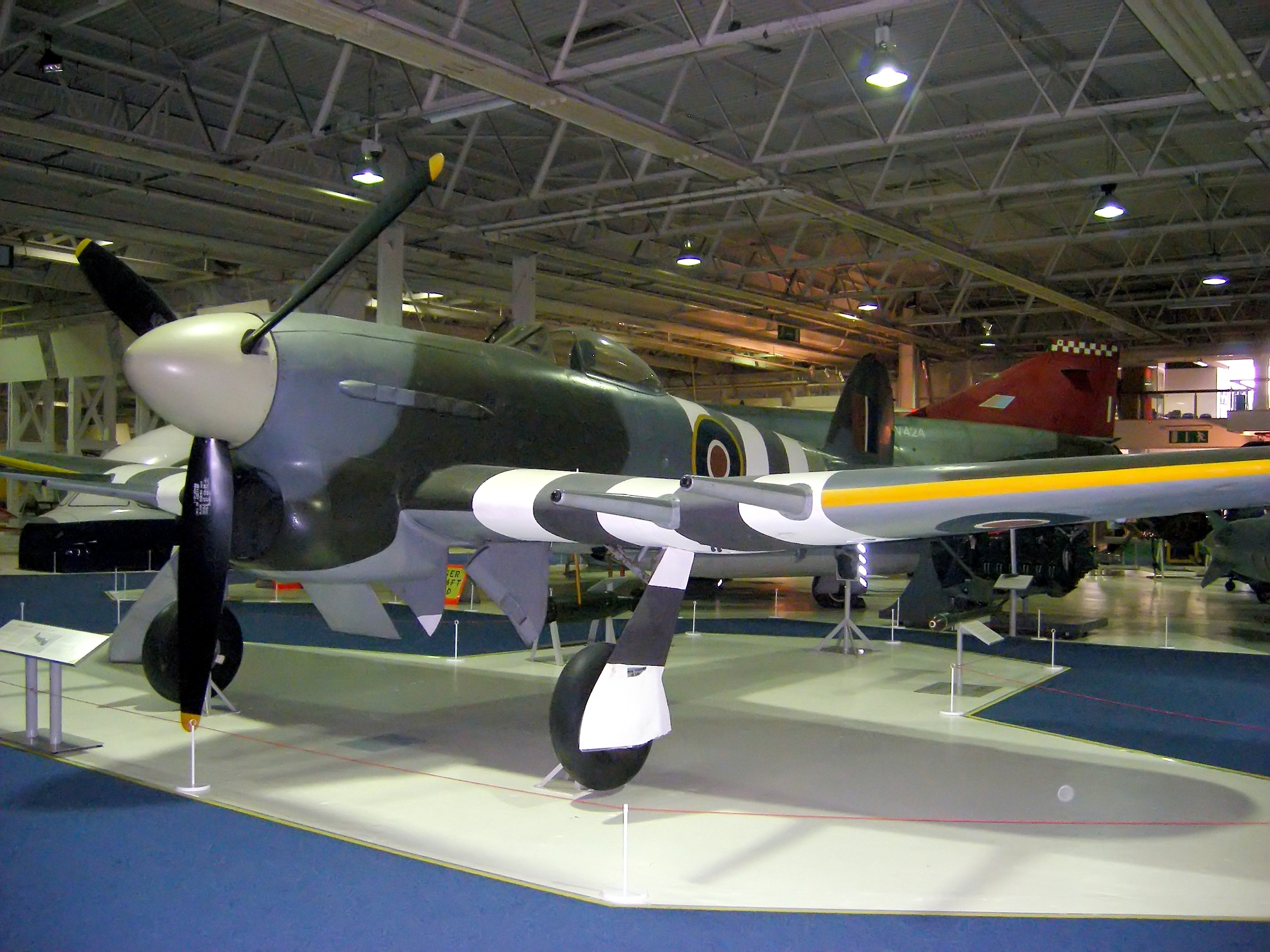
Hawker Typhoon MN235 au RAF Museum

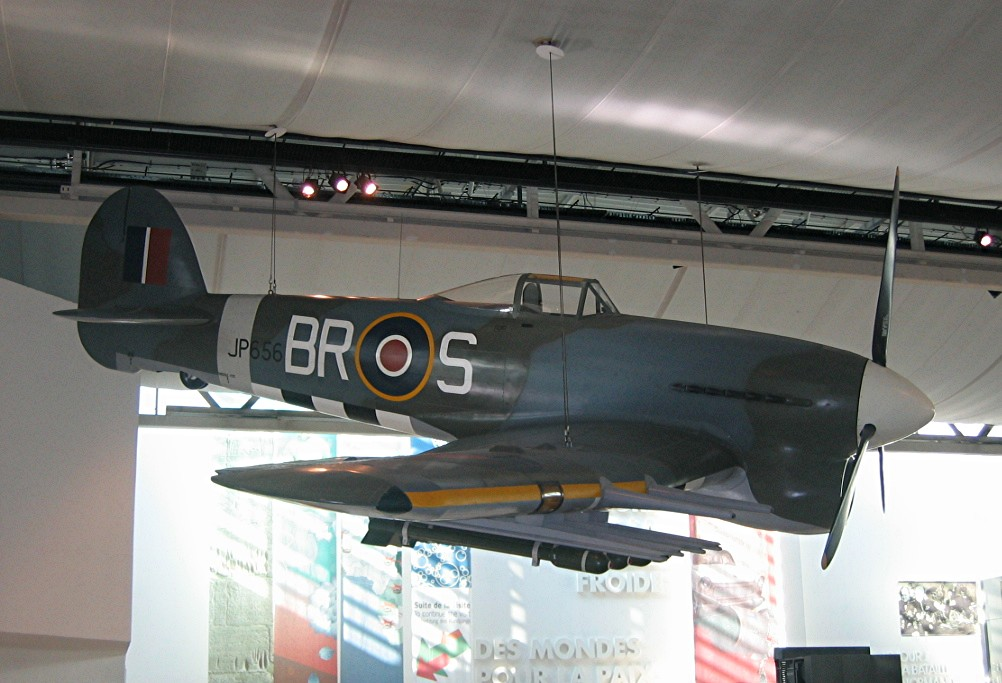
Réplique de Hawker Typhoon au Memorial de la Paix, Caen

Un seul Hawker Typhoon complet survit encore : Le  MN235 . Exposé à l'origine au National Air and Space Museum (qui fait partie de la Smithsonian Institution) aux États-Unis, il a été présenté au RAF Museum à Hendon, au nord de Londres en commémoration du 50e anniversaire de la RAF en échange d'un Hawker Hurricane. L'avion a été prêté au Musée de l'aviation et de l'espace du Canada à Ottawa, Canada. Il a été brièvement exposé dans le hangar du Battle of Britain Memorial Flight à RAF Coningsby,, mais est retourné au Royal Air Force Museum de Hendon en novembre 2018.
Plusieurs autres cellules partielles existent:
- Typhoon Ib EJ922, Hawker Typhoon Preservation Group, UK[7]
- Typhoon Ib JP843, Typhoon Legacy Co. Ltd., Canada, en cours de restauration à long terme en état de navigabilité ; anciennement de la collection Roger Marley[8]
- Typhoon Ia JR505 Brian Barnes Collection, UK
- Typhoon Ib RB396/G-TIFY, Hawker Typhoon Preservation Group, en cours de restauration en état de navigabilité par Airframe Assemblies sur l'île de Wight et Aircraft Restoration Company à Duxford[7]

Une section de cockpit non identifiée est exposée au Imperial War Museum Duxford, et une autre — le seul exemple original connu de « car door » — fait l'objet d'une restauration statique par le Jet Age Museum à Gloucester.
Une réplique de Hawker Typhoon exposée au Mémorial de la Paix à Caen, en France, a été construite à l'aide de composants d'origine.

## Culture populaire
- Dans le jeu vidéo de stratégie Empire Earth, il est possible de construire des chasseurs Typhoon durant l'ère atomique - Seconde guerre mondiale. Il est efficace contre les chars mais ne peut pas attaquer les bâtiments et les unités aériennes. Il peut être amélioré en chasseur A-10 durant l'ère atomique - Moderne.
- Il est possible de jouer deux versions du Typhoon (Mk.Ia et Mk.Ib/L) dans le jeu de simulation militaire War Thunder.

- Il existe une bande dessinée en deux tomes nommée « Typhoon » par Christophe Gibelin, qui représente cet avion.

## Galerie

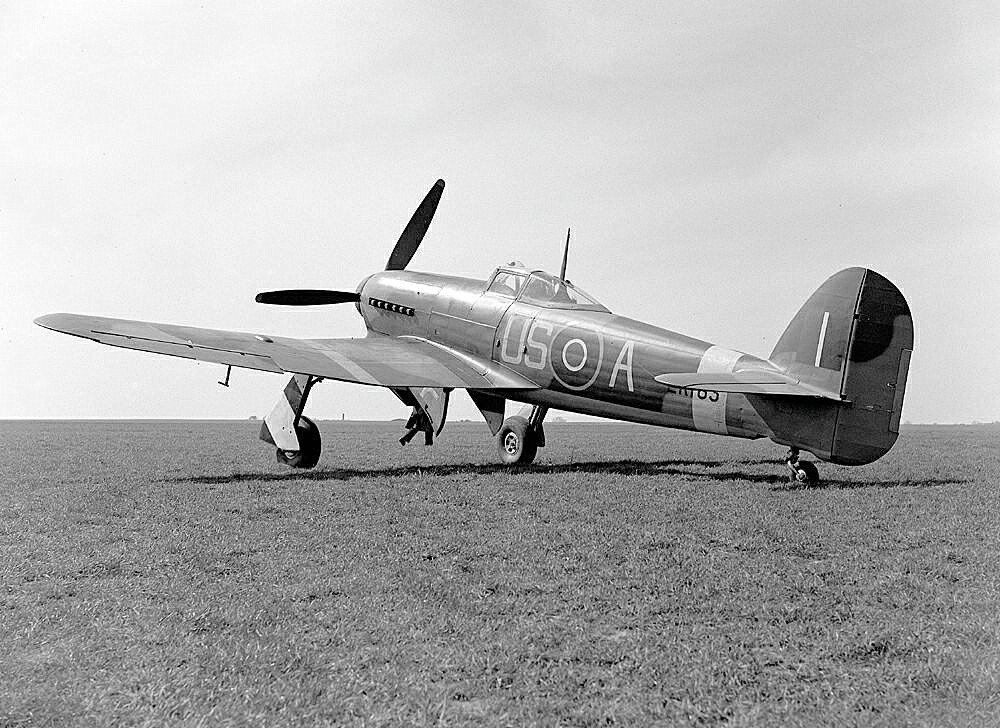
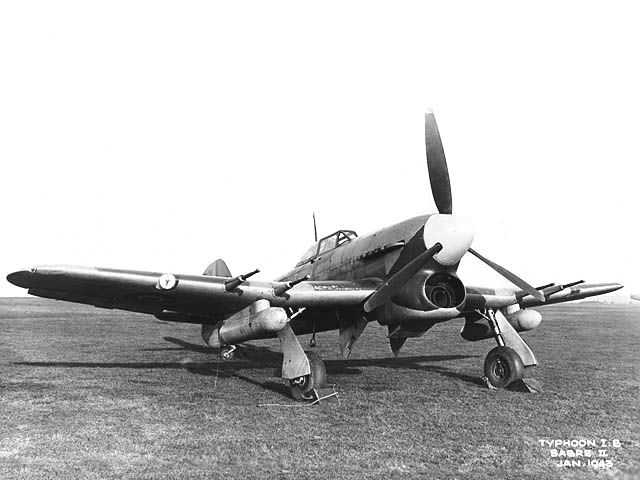
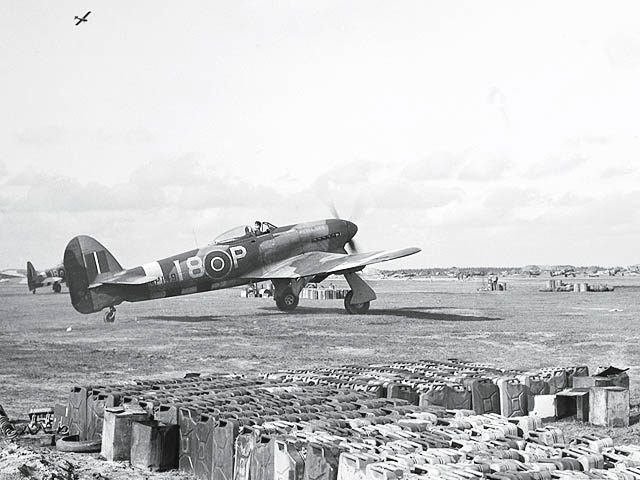
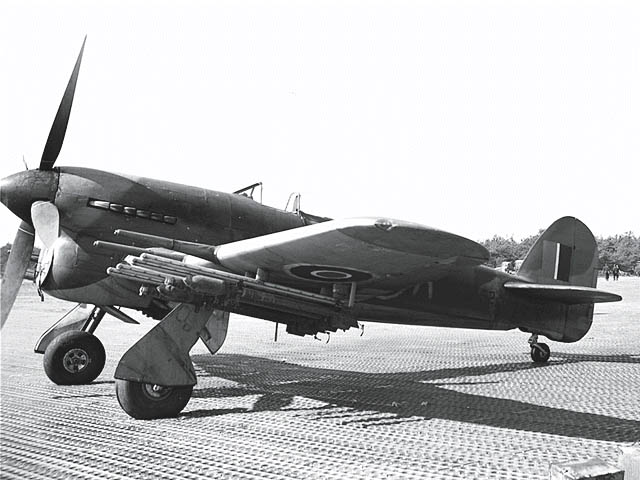
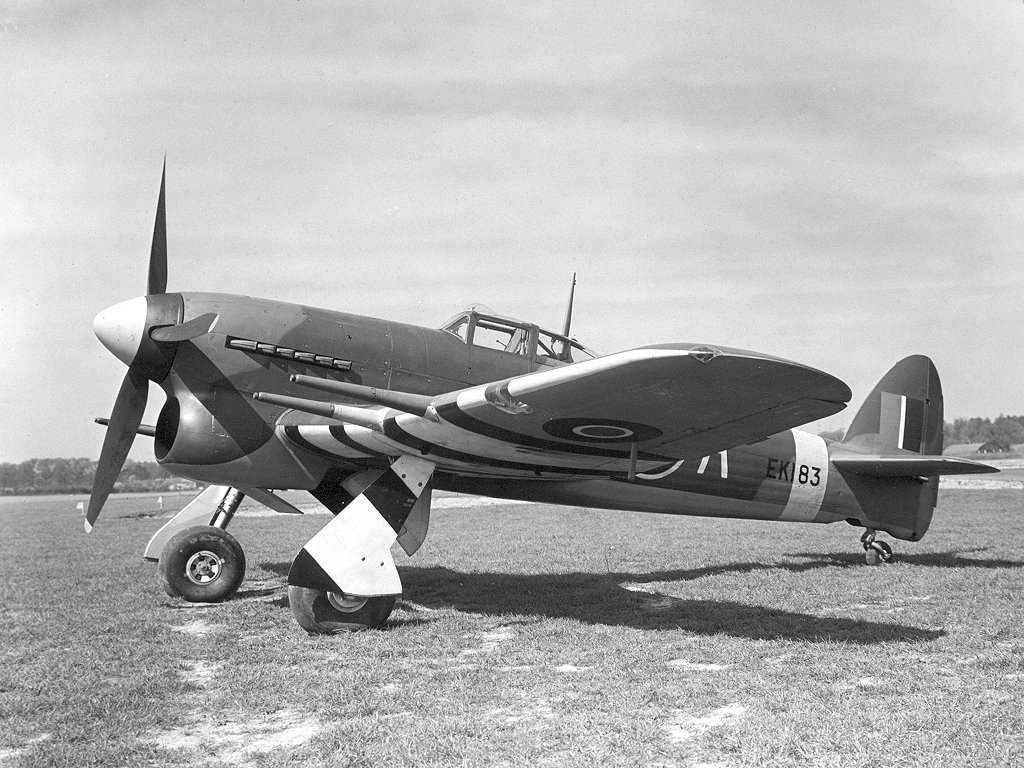
Hawker Typhoon MkIB
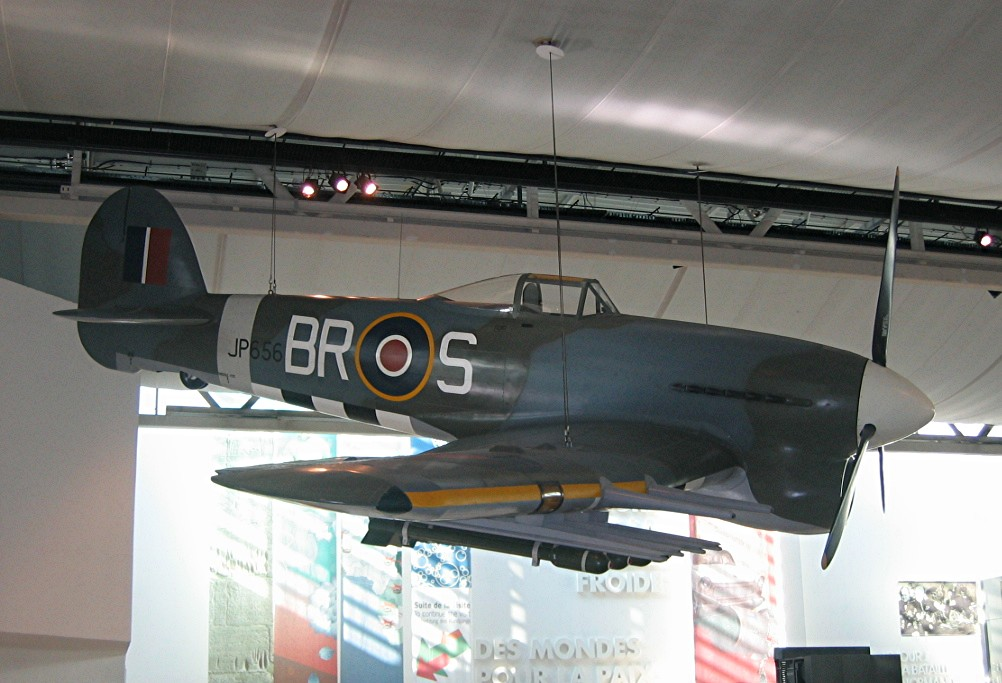
Hawker Typhoon (réplique) au Mémorial de la Paix, à Caen.